# Parti démocrate (Bulgarie)
Pour les articles homonymes, voir Parti démocrate.
Le Демократическа партия (Parti démocrate) est un parti politique bulgare, membre du Parti populaire européen.